# Egidijus Žukauskas
Egidijus Žukauskas (20 marzo 1972) è un ex calciatore ed ex giocatore di calcio a 5 lituano, di ruolo difensore.